# Nadagam films
Nadagam films est une maison de production basée à Val-d'Or en Abitibi-Témiscamingue qui finance des films, des documentaires, des balados et d'autres projets pour le petit et grand écran. L'Abitibi-Témiscamingue, et tout ce qui entoure cette région, font partie des sujets de prédilection de la maison de production.

## Histoire
Nadagam fut créée en 2014 par Serge Bordeleau, un réalisateur, producteur et scénariste. Bordeleau a décidé de nommer son entreprise par le surnom que ses amis algonquins «Nadagam» qui signifie en anicinabe «au bord de l’eau». La boîte de production a participé, de près ou de loin à la réalisation de plusieurs projets, principalement des séries de documentaires dont quelques-uns sont réalisés en réalité virtuelle,comme nous sommes Anicinabe, réalisé par Kevin Papatie, collaborateur autochtone important de Nadagam.

## Projets
Nadagam a réalisé plusieurs de ses projets en collaboration avec d'autres personnalités du monde du cinéma québécois, et souvent autochtone, comme pour le Projet Cinq court fait avec cinq réalisatrices dont deux sont anichinabés.
- Abitibi360 saison 1 (2017) Réalité virtuelle
- Abitibi360 saison 2 (2018) Réalité virtuelle
- Kitakinan - Notre territoire à tout le monde (2011)
- Nous sommes Anicinabe (2020) Réalité virtuelle
- Projet Cinq court - ONF (2018)
- Vie de château (2022) podcast[4]

### Prix et nominations
- La série de documentaires Abitibi360 a gagné un prix numix en 2020 pour sa deuxième saison[5].
- Kitakinan - Notre territoire à tout le monde a gagné le prix espoir de l'année en 2009 à la 12ᵉ Rencontre internationale du documentaire de Montréal[6].

## Réalité virtuelle

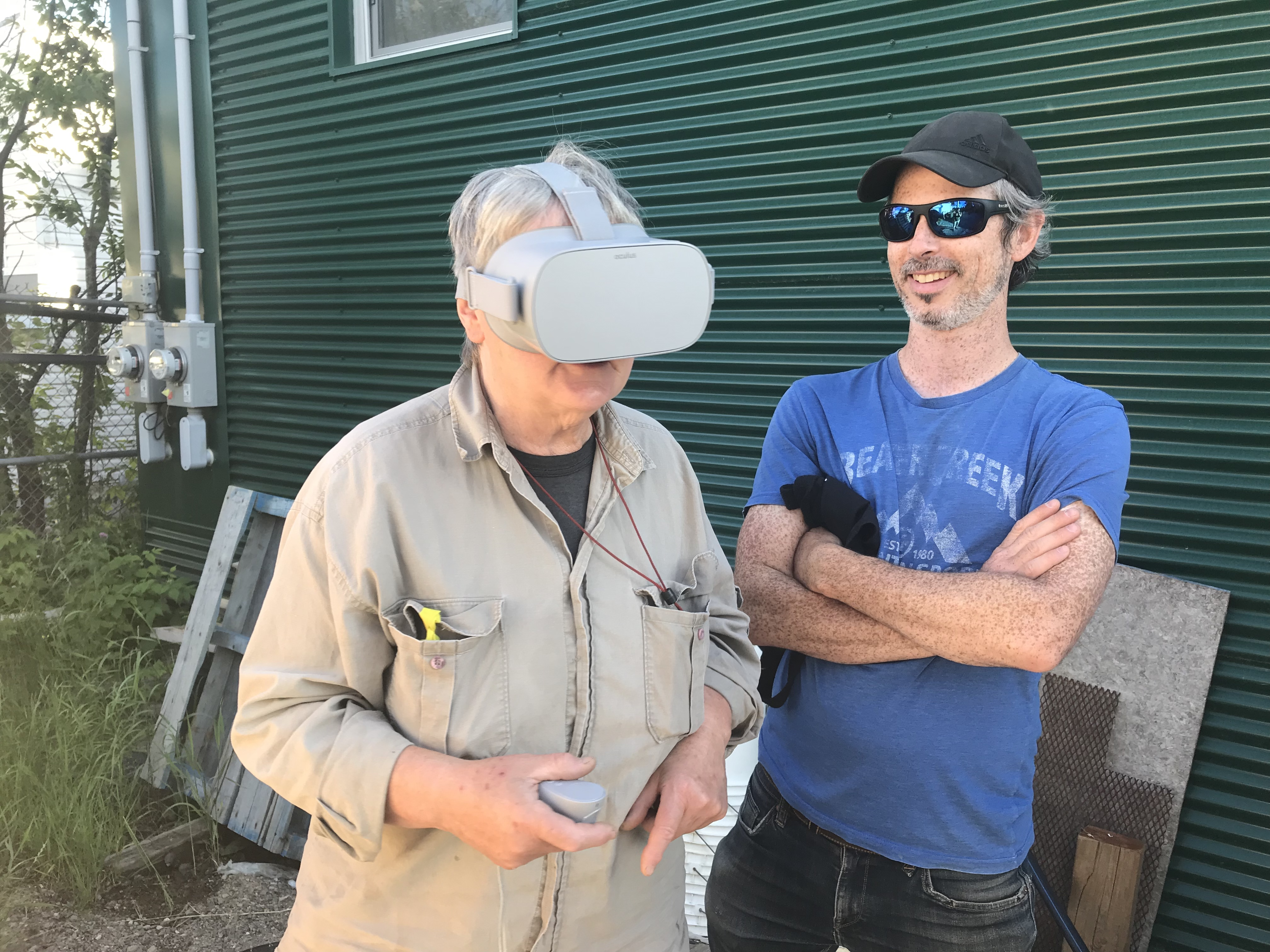
Serge Bordeleau (à droite) et un participant à l'un de ses projets 360 (à gauche)

Nadagam a des ambitions assez larges, ils produisent des films, balados et documentaires, mais leurs projets les plus spéciaux sont leurs projets 360. En effet, plusieurs de leurs documentaires et films sont réalisés en réalité virtuelle afin d'approfondir l'immersion dans le projet. Abitibi360 est le premier projet de ce genre du Québec en entier «Nadagam Films, franchit une nouvelle étape dans l'histoire du cinéma régional. En effet, non seulement le documentaire est-il tourné avec une caméra à 360 degrés, mais il doit être consulté à l'aide d'un casque de réalité virtuelle afin de pouvoir explorer tous les angles captés par la caméra et ainsi vivre dans toute sa richesse l'expérience immersive».